# Liste der Monuments historiques in Baye (Finistère)
Die Liste der Monuments historiques in Baye (Finistère) führt die Monuments historiques in der französischen Gemeinde Baye auf.

## Liste der Objekte
| Bezeichnung                                        | Beschreibung                                           | Standort                                 | Kennzeichnung | Schutzstatus | Datum | Bild |
| -------------------------------------------------- | ------------------------------------------------------ | ---------------------------------------- | ------------- | ------------ | ----- | ---- |
| Skulptur des heiligen Joseph                       | Holz, bemalt, 18. Jahrhundert                          | in der Kirche St-Pierre-aux-Liens (Lage) | PM29000018    | Classé       | 1960  |      |
| Skulptur des Apostels Petrus                       | Holz, polychrom gefasst und vergoldet, 18. Jahrhundert | in der Kirche St-Pierre-aux-Liens (Lage) | PM29005243    | Inscrit      | 2006  |      |
| Skulptur Christus am Kreuz                         | Holz, bemalt, 17. Jahrhundert                          | in der Kirche St-Pierre-aux-Liens (Lage) | PM29000013    | Classé       | 1960  |      |
| Skulptur des heiligen Morice                       | Holz, bemalt, 17. Jahrhundert                          | in der Kirche St-Pierre-aux-Liens (Lage) | PM29000016    | Classé       | 1960  |      |
| Skulptur des heiligen Eloi                         | Holz, bemalt, 18. Jahrhundert                          | in der Kirche St-Pierre-aux-Liens (Lage) | PM29000019    | Classé       | 1960  |      |
| Skulptur des heiligen Sebastian                    | Holz, polychrom gefasst und vergoldet, 17. Jahrhundert | in der Kirche St-Pierre-aux-Liens (Lage) | PM29005245    | Inscrit      | 2006  |      |
| Skulptur eines heiligen Eremiten                   | Holz, polychrom gefasst, 18. Jahrhundert               | in der Kirche St-Pierre-aux-Liens (Lage) | PM29005246    | Inscrit      | 2006  |      |
| Zwei Skulpturen: Heiliger Eloi und heiliger Joseph | Holz, bemalt, Anfang des 19. Jahrhunderts (?)          | in der Kirche St-Pierre-aux-Liens (Lage) | IM29003817    | Classé       | 1960  |      |
| Skulptur Christus am Kreuz                         | Holz, bemalt, 17. Jahrhundert                          | in der Kirche St-Pierre-aux-Liens (Lage) | IM29003811    | Classé       | 1960  |      |
| Skulptur der heiligen Barbara                      | Holz, bemalt, 16. Jahrhundert                          | in der Kirche St-Pierre-aux-Liens (Lage) | IM29003816    | Classé       | 1960  |      |
| Skulptur des heiligen Cornély                      | Holz, bemalt, um 1700                                  | in der Kirche St-Pierre-aux-Liens (Lage) | PM29000015    | Classé       | 1960  |      |
| Skulpturengruppe Pietà                             | Holz, bemalt, 16. Jahrhundert                          | in der Kirche St-Pierre-aux-Liens (Lage) | PM29000011    | Classé       | 1960  |      |
| Skulptur der heiligen Barbara                      | Holz, bemalt, 16. Jahrhundert                          | in der Kirche St-Pierre-aux-Liens (Lage) | PM29000012    | Classé       | 1960  |      |
| Empore                                             | Holz, polychrom gefasst, 18. Jahrhundert               | in der Kirche St-Pierre-aux-Liens (Lage) | PM29005248    | Inscrit      | 2006  |      |
| Skulptur des heiligen Herbot (?)                   | Holz, bemalt, um 1600                                  | in der Kirche St-Pierre-aux-Liens (Lage) | IM29003813    | Classé       | 1960  |      |
| Skulptur des heiligen Ilec (?)                     | Holz, bemalt, zweite Hälfte des 16. Jahrhunderts (?)   | in der Kirche St-Pierre-aux-Liens (Lage) | IM29003821    | Classé       | 1960  |      |
| Skulptur des Apostels Petrus                       | Holz, bemalt, 17. Jahrhundert                          | in der Kirche St-Pierre-aux-Liens (Lage) | PM29000014    | Classé       | 1960  |      |
| Skulptur des heiligen Dilecq                       | Holz, bemalt, 17. Jahrhundert                          | in der Kirche St-Pierre-aux-Liens (Lage) | PM29000017    | Classé       | 1960  |      |
| Skulptur Gottvater                                 | Holz, polychrom gefasst und vergoldet, 17. Jahrhundert | in der Kirche St-Pierre-aux-Liens (Lage) | PM29005241    | Inscrit      | 2006  |      |
| Skulptur des heiligen Ludwig                       | Holz, polychrom gefasst, 17. Jahrhundert               | in der Kirche St-Pierre-aux-Liens (Lage) | PM29005247    | Inscrit      | 2006  |      |
| Skulptur des Apostels Petrus                       | Holz, bemalt, 17. Jahrhundert                          | in der Kirche St-Pierre-aux-Liens (Lage) | IM29003812    | Classé       | 1960  |      |
| Skulpturengruppe Pietà                             | Eichenholz, bemalt, Ende des 15. Jahrhunderts          | in der Kirche St-Pierre-aux-Liens (Lage) | IM29003814    | Classé       | 1960  |      |
| Skulptur des heiligen Yvi                          | Holz, polychrom gefasst, 17. Jahrhundert               | in der Kirche St-Pierre-aux-Liens (Lage) | PM29005240    | Inscrit      | 2006  |      |
| Skulptur des heiligen Antonius                     | Holz, polychrom gefasst und vergoldet, 19. Jahrhundert | in der Kirche St-Pierre-aux-Liens (Lage) | PM29005242    | Inscrit      | 2006  |      |
| Skulptur der heiligen Anna in einer Nische         | Holz, polychrom gefasst und vergoldet, 18. Jahrhundert | in der Kirche St-Pierre-aux-Liens (Lage) | PM29005244    | Inscrit      | 2006  |      |
| Altar und Retabel                                  | Holz, polychrom gefasst, 1757                          | in der Kirche St-Pierre-aux-Liens (Lage) | PM29005249    | Inscrit      | 2006  |      |